# Euparyphus ater
Euparyphus ater är en tvåvingeart som beskrevs av James 1973. Euparyphus ater ingår i släktet Euparyphus och familjen vapenflugor. Inga underarter finns listade i Catalogue of Life.